# EC 1.21
La EC 1.21 è una sottoclasse della classificazione EC relativa agli enzimi. Si tratta di una sottoclasse delle ossidoreduttasi che include enzimi che agiscono su composti X-H e Y-H a formare un legame X-Y.

## Sotto-sottoclassi
Esistono tre ulteriori sotto-sottoclassi:
- EC 1.21.3: con ossigeno come accettore di elettroni;
- EC 1.21.4: con disolfuro come accettore;
- EC 1.21.99: con altri accettori.